# 平田昭彦

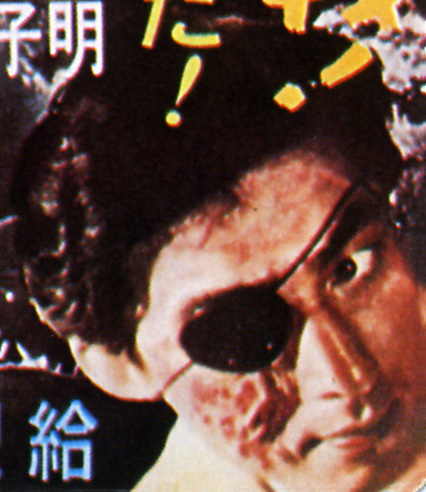
映画『ゴジラ』で平田が演じた芹沢博士

平田 昭彦（ひらた あきひこ、1927年〈昭和2年〉12月16日 - 1984年〈昭和59年〉7月25日）は、日本の俳優。本名は小野田 昭彦（おのだ あきひこ）。
主に東宝映画、テレビドラマで活躍。特撮分野の名優としても知られる。吉江企画に所属していた。
夫人は女優の久我美子。実兄に映画監督の小野田嘉幹、義姉（嘉幹の妻）に女優の三ツ矢歌子、実妹に女優の音羽美子がいる。

## 来歴・人物
日本統治時代の朝鮮の京城生まれ、東京都中野区出身。東京陸軍幼年学校、陸軍士官学校（60期）、旧制第一高等学校を経て、東京大学法学部政治学科卒。
陸士での同期には中條高徳がいた。また、東大での親しい同期には児島襄、松下康雄らがいた。東大では演劇部に所属。母親が世田谷で映画関係者のよく利用する旅館を営み、兄が映画界に就職したこともあり、映画界への興味を抱き、大学在学中は新東宝で助監督のアルバイトをやっていた。
1950年に大学を卒業すると東京貿易（現三菱商事）に入社。しかし、映画界への興味は捨てきれず、女優の山口淑子からの勧めもあって、俳優への転身を決意。1953年、第5期東宝ニューフェイスとして東宝に入社し、同年、マキノ雅弘監督『抱擁』でデビューする。同年、宝塚映画の『鉄腕涙あり』で映画初主演。
端整なマスクと知的で気品のある雰囲気で東宝の若手スターの1人となり、文芸作品から、アクション、時代劇、戦争映画、コメディまで数多くの映画に出演した。岡本喜八、福田純、本多猪四郎、稲垣浩らの監督作品の常連である。戦争映画における士官役や、アクション映画の殺し屋やインテリヤクザ役などで、堂に入ったダンディぶりを発揮した。特に1959年正月映画『暗黒街の顔役』で鶴田浩二の頼れる兄貴分、翌年正月『暗黒街の対決』では一転して鶴田と三船敏郎を苦しめる悪徳弁護士（殺し屋斡旋業で隊長でもある）は見事なキャラクター使い分けで、殺し屋役では、岡本脚本、福田監督の『100発100中』で純白のスーツに身を固めた硫酸魔など、自分の体にこぼして最期をとげる間抜けさも含め、平田ダンディズムの代表的演技となっている。
さらにクレージーキャッツ主演『無責任遊侠伝』では中国の商人谷啓をいじめるギャンブルの名人でもある暗黒街の顔役で登場、犬塚弘に第二次世界大戦で敵前逃亡した元日本兵という正体を見破られた際のオタオタ演技、イメージとは大きく異なる役にチャレンジする意欲を見せ『無責任清水港』『殴り込み清水港』では一転し次郎長一家きっての頼りになる兄貴分 大政を演じる変幻自在ぶりを発揮。
1954年、東宝の特撮怪獣映画の第1作『ゴジラ』に芹沢博士役で出演、以降東宝・円谷プロ系特撮作品の常連となる。芹沢博士は苦悩する科学者だったが、以後は主にクールで知的な博士・科学者役を得意とした。テレビでも『ウルトラマン』の岩本博士、悪役としては『レインボーマン』のミスターKなどを演じている。
1970年代以降はテレビを活動の中心とし、ドラマだけでなくバラエティ番組にも出演した。人気クイズ番組『ぴったし カン・カン』の「ぴったしチーム」レギュラー解答者としても活躍。この番組では、司会の久米宏が休暇中に司会を代行する萩本欽一に替わって「カン・カンチーム」キャプテンを務めたり、ゲストとしても出演したことがある。東宝系を中心に舞台にも数多く出演し、芸術座の『人間の条件』では主演、帝国劇場では山田五十鈴演じる静御前の相手役として、1カ月間にわたり源義経を務めた。
1975年に放送された『鬼平犯科帳』のテレビドラマ第三シリーズで、主人公長谷川平蔵の理解者である若年寄・京極備前守高久を演じ、以後、1980年から放送された第四シリーズにおいても同じく京極備前守を演じた。1984年に平田が亡くなった後、鬼平の原作者池波正太郎は、自身のエッセイ「池波正太郎の銀座日記」において次のように執筆している。
「主役の平蔵が替っても、この人の備前守は私が変えさせなかった。それというのもこの人の身についた気品が、いかに当時の大名にふさわしかったからだ。この次の鬼平は誰が演るか未定だが、平田さんの京極備前守はうごかぬはずだったのである」
1983年にはゴジラ復活に向けてのキャンペーンにも芹沢博士の扮装で参加していたが、同年9月ごろ、十二指腸潰瘍を患い手術。回復後はテレビ出演も続け、1984年12月公開の『ゴジラ』では当初、林田信を演じる予定だったが、同年7月15日に呼吸不全となり、駿河台日大病院に入院。その結果、林田役は夏木陽介に譲り、8月の収録で東都日報編集長役で出演する意欲を示していたが、1984年7月25日午前11時15分、癌性リンパ管症で死去。56歳没。

## エピソード
- 平田自身は、代表作を「なし」と語っていた[21]。
- 『ゴジラ』などで共演した宝田明は東宝ニューフェイスの1期後輩（6期生）であったが、酒やタバコを嗜まなかった平田を宝田が夜遊びに誘い、平田は6期生と遊ぶことが多くなったという[22][23]。
- 同じ東宝出身の佐原健二とは、『空の大怪獣 ラドン』のロケで打ち解けて以来、平田が亡くなるまで親友関係にあった[出典 13]。佐原は、平田について気持ちが優しく人間としてとても立派であったと評しており、他人の噂話などはしなかったと証言している[27]。また、佐原によると、平田は「ボクが『ウルトラQ』で君（佐原）が演じた万城目を演じたかったんだよなぁ」と語っていたという[28][29]。佐原が悩みを相談したとき、平田は東大卒らしく理論的に話を整理して諭してくれたと述懐している[24][26]。
- ゴジラについては、怖さが魅力であったといい、後年のアイドルになったゴジラはつまらないと語っている[30]。ゴジラ以外で印象に残っている作品として『空の大怪獣 ラドン』を挙げており、『さよならジュピター』のような近未来的なSFよりも怪獣ものの方を好んでいた[30]。
- シャンソンを得意としており、佐原は本多猪四郎の家で平田が度々歌っていたことを証言している[25][26]。
- 妻の久我美子とはおしどり夫婦として知られた[5]。久我とは1960年に時代劇大作『大坂城物語』で共演したのが縁で交際が始まった[2]。撮影中は毎朝ロケ地の宿泊先前の喫茶店でデートを重ねたが、スタッフや共演者たちは誰も冷やかさず、週刊誌などにもゴシップとして漏らさなかったのは、平田の日頃からの人柄の良さゆえのことであった。同作品が1961年の正月映画として公開された同年秋に帝国ホテルで結婚式を挙げた[2]。仲人は稲垣浩[2]。

## 出演

### 映画
- 抱擁（1953年、マキノ雅弘監督） - 山岡（三代目）
- プーサン（1953年、市川崑監督） - 肺病の学生
- あぶない年頃（1953年、蛭川伊勢夫監督） - 野田三吉
- 花の中の娘たち（1953年、山本嘉次郎監督） - 北小路孝麿
- 鉄腕涙あり（1953年、滝沢英輔監督） - 主演・西川竜作[注釈 5]
- この恋！五千万円（1954年、佐伯幸三監督） - 刑事
- さらばラバウル（1954年、本多猪四郎監督） - 野口中尉
- 今宵ひと夜を（1954年、千葉泰樹監督） - 早田
- 伊津子とその母（1954年、丸山誠治監督） - 三好光三
- 落語シリーズ 第一話 落語長屋は花ざかり（1954年、青柳信雄監督） - 宗之助
- 宮本武蔵 - 吉岡清十郎
  - 宮本武蔵（1954年、稲垣浩監督）
  - 続宮本武蔵 一乗寺の決斗（1955年、稲垣浩監督）
- ゴジラシリーズ
  - ゴジラ（1954年、本多猪四郎監督） - 芹沢大助[出典 14][注釈 6]
  - キングコング対ゴジラ（1962年、本多猪四郎監督） - 重沢博士[出典 15]
  - 三大怪獣 地球最大の決戦（1964年、本多猪四郎監督） - 沖田課長[出典 15]
  - ゴジラ・エビラ・モスラ 南海の大決闘（1966年、福田純監督） - 竜尉隊長[出典 15]
  - 怪獣島の決戦 ゴジラの息子（1967年、福田純監督） - 藤崎[出典 16]
  - ゴジラ対メカゴジラ（1974年、福田純監督） - 宮島秀人[出典 15]
  - メカゴジラの逆襲（1975年、本多猪四郎監督） - 真船信三[出典 17]
- 33号車応答なし（1955年、谷口千吉監督） - 浅沼浩
- 夏目漱石の三四郎（1955年、中川信夫監督） - 杉本
- 旅路（1955年、稲垣浩監督） - 堀越の政吉
- 帰って来た若旦那（1955年、青柳信雄監督） - 望月
- 復讐淨瑠璃坂 - 奥平九兵衛
  - 復讐淨瑠璃坂第一部 鬼伏峠の襲撃（1955年、二川文太郎・並木鏡太郎監督）
  - 復讐淨瑠璃坂第二部 暁の血戦（1955年、二川文太郎・並木鏡太郎監督）
- 黒帶三国志（1956年、谷口千吉監督） - 伊庭俊介
- 鞍馬天狗・御用盗異変（1956年、並木鏡太郎監督） - 入江定信
- あの娘が泣いてる波止場（1956年、日高繁明監督） - 乾分・健
- 不良少年（1956年、谷口千吉監督） - 監察医務官・宮下
- はりきり社長（1956年、渡辺邦男監督） - 仙石隆男
- 恐怖の逃亡（1956年、マキノ雅弘監督） - 中田順吉
- 力道山 男の魂（1956年、内川清一郎監督） - 医師・藤村
- へそくり社員とワンマン社長 - 織田秀康
  - へそくり社員とワンマン社長 へそくり社員敢闘す（1956年、小田基義監督）
  - へそくり社員とワンマン社長 ワンマン社長純情す（1956年、小田基義監督）
- 兄とその妹（1956年、松林宗恵監督） - 有田道夫
- 日蝕の夏（1956年、堀川弘通監督） - 三島正樹
- 空の大怪獣 ラドン（1956年、本多猪四郎監督）- 柏木久一郎[出典 18]
- 地球防衛軍（1957年、本多猪四郎監督） - 白石亮一[出典 19]
- 変身人間シリーズ
  - 美女と液体人間（1958年、本多猪四郎監督） - 富永[31]
  - 電送人間（1960年、福田純監督） - 小林警部[32][5]
- 大怪獣バラン（1958年、本多猪四郎監督） - 藤村博士[31]}
- 人喰海女（1958年、新東宝、小野田嘉幹監督）- 刑事
- 暗黒街の顔役（1959年、岡本喜八監督） - 須藤
- 私は貝になりたい（1959年、橋本忍監督） - 参謀
- 或る剣豪の生涯（1959年、稲垣浩監督）- 赤星左近
- 戦国群盗伝（1959年）
- 潜水艦イ-57降伏せず（1959年、松林宗恵監督） - 中沢中尉[32]
- 日本誕生（1959年、稲垣浩監督） - 吉備武彦[32][5]
- 暗黒街の対決（1960年、岡本喜八監督） - 天堂進
- 黒い画集
  - 黒い画集 あるサラリーマンの証言（1960年、堀川弘通監督） - 岸本
  - 黒い画集 第二話 寒流（1961年、鈴木英夫監督） - 桑山英己
- ハワイ・ミッドウェイ大海空戦 太平洋の嵐（1960年、松林宗恵監督） - 飛行長[32]
- 愚連隊シリーズ
  - 独立愚連隊西へ（1960年、岡本喜八監督） - 大江大尉
  - どぶ鼠作戦（1962年、岡本喜八監督） - 杉山部隊長
- みな殺しの歌より 拳銃よさらば!（1960年、須川栄三監督） - 衣川耕三
- 大坂城物語（1961年、稲垣浩監督） - 薄田隼人正
- 暗黒街の弾痕（1961年、岡本喜八監督） - 捜査主任
- モスラ（1961年、本多猪四郎監督） - 国立核総合センター院長[31]}
- 女ばかりの夜（1961年、田中絹代監督） - 志摩
- 愛と炎と（1961年、須川栄三監督） - 沢田恭
- 椿三十郎（1962年、黒澤明監督） - 寺田文治
- 妖星ゴラス（1962年、本多猪四郎監督） - 遠藤艇長[32][5]
- 忠臣蔵 花の巻・雪の巻（1962年、稲垣浩監督） - 岡島八十右衛門
- 太平洋の翼（1963年、松林宗恵監督） - 加藤航空隊副長[32]
- 青島要塞爆撃命令（1963年、古澤憲吾監督） - 吉川大尉[32]
- ハワイの若大将（1963年、福田純監督） - 戸井田教授
- 江分利満氏の優雅な生活（1963年、岡本喜八監督） - 江分利の兄
- 海底軍艦（1963年、本多猪四郎監督） - ムウ国工作員23号[1][5]
- クレージー映画
  - 無責任遊侠伝（1964年、杉江敏男 監督） - 張天玉
  - クレージーの無責任清水港（1966年、坪島孝監督） - 大政
  - 空想天国（1968年、松森健監督） - 産業スパイのボス
  - クレージーの大爆発（1969年、古澤憲吾監督） - W[1]
  - クレージーの殴り込み清水港（1970年、坪島孝監督） - 大政
- 今日もわれ大空にあり（1964年、古沢憲吾監督） - 瀧三等空佐
- 侍（1965年、岡本喜八監督） - 増位惣兵衛
- 太平洋奇跡の作戦 キスカ（1965年、丸山誠治監督） - 工藤軍医長[32]
- 香港の白い薔薇（1965年8月25日、東宝） - 浅野書記官
- 100発100中（1965年、福田純監督） - 小森[5]
- 奇巌城の冒険（1966年、谷口千吉監督） - 宰相[5]
- 国際秘密警察 絶体絶命（1967年、谷口千吉監督） - トルコ帽の男
- 東宝8.15シリーズ
  - 日本のいちばん長い日（1967年、岡本喜八監督） - 第三〇二海軍航空隊（厚木航空隊）副長菅原英雄中佐
  - 連合艦隊司令長官 山本五十六（1968年、丸山誠治監督） - 渡辺戦務参謀[32][33]
  - 日本海大海戦（1969年、丸山誠治監督） - 津野田参謀[32]
  - 激動の昭和史 軍閥（1970年、堀川弘通監督） - 富田作戦部長
- 風林火山（1969年、稲垣浩監督） - 諏訪頼重
- 緯度0大作戦（1969年、本多猪四郎監督） - 姿博士[32][5]
- 華麗なる闘い (1969年)
- 人間革命（1973年、舛田利雄監督） - 渡辺弁護士
- 華麗なる一族（1974年、山本薩夫監督） - 春田大蔵省銀行局長
- ノストラダムスの大予言（1974年、舛田利雄監督） - 植物学者[32]
- 動脈列島（1975年、増村保造監督） - 種村秘書
- 大空のサムライ（1976年、丸山誠治監督） - 大薗中佐[32]
- 男はつらいよ 寅次郎と殿様（1977年、山田洋次監督） - 藤堂宗通[34]
- 惑星大戦争（1977年、福田純監督） - 大石[32][5]
- 黄金の犬（1979年、山根成之監督） - 相沢貫
- あゝ野麦峠（1979年、山本薩夫監督） - 伏見宮殿下
- 二百三高地（1980年、舛田利雄監督） - 長岡外史
- 連合艦隊（1981年、松林宗恵監督） - 下田飛行長[32]
- 夏の別れ（1981年、井上眞介監督） - 朝倉
- 駅 STATION（1981年、降旗康男監督） - 太田黒警視
- 近頃なぜかチャールストン（1981年、岡本喜八監督） - 寺尾市会議員
- スパルタの海（1983年、西河克己監督）[注釈 7]
- おかげは和賀心にあり（1983年、石田勝心監督）- 初代・白神新一郎 [注釈 8]
- さよならジュピター（1984年、橋本幸治監督） - 井上博士[5][33][注釈 9]
- 甦れ!ウルトラマン（1996年、圓谷昌弘監督） - 岩本博士[注釈 10]

### テレビドラマ

#### レギュラー・準レギュラー出演
- 青春とはなんだ（1965年 - 1966年、NTV） - 金高二郎
- ウルトラマン（1966年 - 1967年、TBS） - 岩本博士[5]
- 桃太郎侍（1967年 - 1968年、NTV） - 伊賀半九郎
- 進め!青春（1968年、NTV） - 江島教頭
- 炎の青春（1969年、NTV） - 高井教頭
- 鬼平犯科帳’69 （1969年、NET） - 天野甚蔵
- 大忠臣蔵（1971年、NET） - 堀内源太左衛門
- 旗本退屈男（1970年 - 1971年、CX） - 小田切頼母
- 愛の戦士レインボーマン（1972年 - 1973年、NET） - ミスターK[5]
- 太陽にほえろ!（1973年 - 1983年、NTV） - 西山隆行（本庁刑事 → 七曲署署長(55話〜538話までの出演)）[注釈 11]
- 新書太閤記（1973年、NET） - 細川藤孝
- 華麗なる一族（1974年 - 1975年、MBS） - 春田局長（大蔵省銀行局）
- 鬼平犯科帳’75（1975年、NET） - 京極備前守高久
- 大鉄人17 第3話「消えたワンセブン 謎のヘルメット」 - 第15話「ゴメス! 戦場に散る」（1977年、MBS） - キャプテンゴメス
- 薔薇海峡 （1978年、TBS）- 警察署長
- 大河ドラマ / 草燃える（1979年、NHK） - 一条能保
- 鬼平犯科帳’80（1980年 - 1982年、ANB） - 京極備前守高久
- 炎の犬（1981年、NTV）
- ダウンタウン物語（1981年、NTV） - 高階教区長
- ライオン奥様劇場 山肌（1981年、CX） - 三沢圭介
- 新ハングマン（1983年 - 1984年、ABC） - 園山

#### ゲスト・単発出演
- ウルトラシリーズ（TBS）
  - ウルトラQ 第16話「ガラモンの逆襲」（1966年） - 花沢主任[5]
  - ウルトラセブン 第1話「姿なき挑戦者」（1967年） - ヤナガワ参謀[5]
- マイティジャック 第13話「怪飛行船作戦」（1968年、CX） - 蜘蛛川博士[5]（佐川辰夫）
- 37階の男 第7話「可愛いい猫たちの夜」（1968年、NTV）
- 太陽野郎 第21話「牧場の花嫁」（1968年、NTV）
- 怪奇大作戦 第20話「殺人回路」（1969年、TBS） - 神谷誠一郎[5]
- 五人の野武士 第18話「剣だけが知っていた」（1969年、NTV）
- 東京バイパス指令 第63話「闇の中の口笛」（1970年、NTV）
- 金メダルへのターン! 第58話・第59話（1970年、CX）
- 泣くな青春 第10話「家族への挑戦」（1972年、CX） - 高木病院長
- 荒野の素浪人 第1シリーズ 第38話「来襲 死の虚無僧軍団」（1972年、NET） - 貝塚多門
- 太陽にほえろ! 第12話「彼は立派な刑事だった」（1972年、NTV） - 川本俊雄(七曲署捜査第二係長)
- 木枯し紋次郎 第2部 第5話「夜泣き石は霧に濡れた」（1972年、CX） - 湯原の勘八
- ファイヤーマン 第9話「深海からの挑戦」（1973年、NTV） - 田所博士[5]
- 剣客商売 第11話「身代金千両」（1973年、CX） - 伊平
- 大盗賊 第1話「大江戸を盗め!」（1974年、CX） - 神尾藩家老
- 傷だらけの天使 第11話「シンデレラの死に母の歌を」（1974年、NTV） - 浪越弁護士
- 幡随院長兵衛お待ちなせえ 第1話「長兵衛誕生」（1974年、MBS）
- 俺たちの勲章 第10話「小鳥の審判」（1975年、NTV） - 大竹院長（大竹外科病院）
- 非情のライセンス（NET→ANB）
  - 第2シリーズ
    - 第36話「兇悪のふれあい」（1975年） - 北川
    - 第71話「兇悪の情熱」（1976年） - 工藤守

  - 第3シリーズ 第2話「兇悪の素顔・あなたと死にたい!」（1980年） - 榊健作
- 夜明けの刑事（TBS / 大映テレビ）
  - 第50話「死をかけた妻の叫び!!」（1975年） - 大場総一郎
  - 第75話「華麗なる大空中サーカス殺人事件」（1976年） - 秋山
- 破れ傘刀舟悪人狩り 第70話「死を運ぶ男」（1976年、NET） - 吉岡道玄
- 隠し目付参上 第26話「神が仕掛けた大からくりか」（1976年、MBS） - 服部主膳
- 人魚亭異聞 無法街の素浪人 第22話「港に咲いた地獄花」（1976年、NET） - 山川武人
- 新・座頭市 第1シリーズ 第18話「酔いどれ川」（1977年、CX） - 鹿川の伝兵衛
- 赤い衝撃 第21話「幻のお父さん 私の命を助けて下さい!」（1977年、TBS）
- 円盤戦争バンキッド 第26話「さらば! バンキッド」（1977年、NTV） - グザレ司令
- 伝七捕物帳 第152話「哭いた川面の夫婦鳥」（1977年、NTV） - 政吉
- 達磨大助事件帳 第11話「友よ、さらば」（1977年、ANB） - 矢島剛蔵
- スターウルフ 第3話「今 果てしない宇宙へ!」（1978年、NTV） - 芦田局長[5]
- 江戸の旋風シリーズ（CX）
  - 同心部屋御用帳 江戸の旋風III 第49話「女房の勇み足」（1978年）
  - 新・江戸の旋風 第7話「つっぱりすぎた慾の皮」（1980年） - 日野源
- 江戸の渦潮 第10話「五年目の対決」（1978年、CX）
- 水戸黄門 第9部 第2話「死を賭けた武士道 -いわき-」（1978年、TBS） - 岡崎十左衛門
- 西遊記（NTV）
  - 西遊記
    - 第2話「長い旅の始まり」（1978年） - 玄奘の祖父
    - 第19話「意外! 吸血鬼三蔵」（1979年） - 欽法国々王

  - 西遊記II
    - 第1話「再出発 天竺への道」（1979年）
    - 第26話「母上は妖怪か? 再び天竺へ」（1980年）
- Gメン'75 第179話「警察署長室ジャック」（1978年、TBS） - 宗方区会議員
- 風鈴捕物帳 第13話「雨中に消えた直訴状」（1979年、ANB）
- コメットさん 第33話「パリからの夢の使者」（1979年、TBS）
- ゆうひが丘の総理大臣 第30話「男同志ってバカみたい!」（1979年、NTV） - 前島の父
- 大空港 第44話「孤独な挑戦! カメラのとらえた人、それは?!」（1979年、CX） - 沢村 / 藤田義彦
- 江戸の激斗 第4話「地獄の虫を叩っ斬れ!」（1979年、CX） - 喜多見弥寿之丞
- 明日の刑事 第89話「シーザー号最大の危機」（1979年、TBS） - 警察犬訓練所所長
- 大江戸捜査網（12ch）
  - 第410話「悪を斬る料理人 華麗に参上」（1979年） - 片山左馬助
  - 第512話「稲妻お竜の旅立ち」（1981年） - 若年寄・千々岩大膳
- 大捜査線→大捜査線シリーズ 追跡（1980年、CX / ユニオン映画）
  - 第1話「撃て加納明」
  - 第42話「君は人のために死ねるか」
- 土曜ワイド劇場（ANB）
  - 松本清張の地の骨（1980年） - 川西健三郎
  - 江戸川乱歩の美女シリーズ 第19作「湖底の美女 江戸川乱歩の『湖畔亭事件』」（1982年） - 上村弁護士
- 江戸の牙 第26話「死斗 男たちの挽歌」（1980年、ANB） - 若年寄・岩倉忠敬
- 噂の刑事トミーとマツ 第1シリーズ 第43話「ゆきすぎ課長辞職! さて後任は?」（1980年、TBS） - 寺島警視正
- ザ・ハングマン（ABC）
  - 第7話「亡者を呼ぶ金相場」（1980年） - 加納理事長（日本貴金属産業振興会）
  - 第19話「恐怖で走るダイナマイト女」（1981年） - 大原道明会長（全国レディーヘルツ親睦会）
- 「戦後史実録シリーズ 空白の900分 -国鉄総裁怪死事件-」（1980年、NHK） - 運輸大臣
- 小児病棟 〜カネボウヒューマンスペシャル(1)〜（1980年12月3日、NTV） - 谷垣
- 12時間超ワイドドラマ（TX）
  - それからの武蔵（1981年） - 松平伊豆守
  - 海にかける虹〜山本五十六と日本海軍（1983年） - 草鹿任一
- 関ヶ原（1981年、TBS） - 増田長盛
- 警視庁殺人課 第10話「泥沼に咲くバレリーナ」（1981年、ANB） - 石川都議
- 西部警察 PART-II 第22話「大空の追跡」（1982年、ANB） - 長沼理事長（東都医科大学）
- ザ・サスペンス / 刑事ガモさんシリーズ（1982年、TBS）
- 火曜サスペンス劇場（NTV）
  - 松本清張の花氷（1982年） - 古賀重蔵
  - 危機一髪の女（1982年） - 警察署長
  - 受験地獄・東大受験 その朝めざまし時計が鳴らなかった（1982年）
  - 放送100回記念作品「麗猫伝説」（1983年） - 山形プロデューサー
- 意地悪ばあさん 第46話「老いても子は母に従えの巻」（1982年、CX） - 薮田医師
- 木曜ゴールデンドラマ / 非行女教師（1983年、YTV）
- 月曜ワイド劇場（1983年、ANB）
  - 「内嫁戦争」
  - 「涙の小児病棟」
- 木曜スペシャル / ドキュメンタリー番組『さらば海底空母イ401 幻のパナマ運河大爆撃』（1983年、NTV） - 井浦祥二郎大佐

### 吹き替え
- 刑事コロンボ 攻撃命令（エリック・メイスン博士：ニコール・ウィリアムソン）
- ベラクルスの男（リノ・ヴァンチュラ）

### その他の番組
- 第2回日本アカデミー賞 - 司会[35]
- 連想ゲーム（1982年4月14日） - ゲスト解答者[36]
- 今夜は最高!（1983年2月12日、日本テレビ） - 田中好子とともにゲスト出演[37]。コントでは山根博士を演じた[37]。
- ぴったし カン・カン（TBS系） - 解答者
- オレたちひょうきん族・『タケちゃんマン』PART-74「タケちゃんマンの総選挙ア・ゴーゴー!!の巻」- しろた昭彦役（1983年6月18日、フジテレビ）